# Hymenocallis cleo
Hymenocallis cleo är en amaryllisväxtart som beskrevs av Pierfelice Ravenna. Hymenocallis cleo ingår i släktet Hymenocallis och familjen amaryllisväxter. Inga underarter finns listade i Catalogue of Life.